# 我相信 (杨培安歌曲)
《我相信》是由杨培安演唱的一首歌曲，该歌曲曾作为台湾啤酒2006年、康师傅绿茶2010年广告曲，此外还作为央视八套电视剧《第五空间》片尾曲、《毕业时刻》主题曲以及民視《新兵日記》片尾曲

## 引用来源
1. ↑  . 搜狐音樂.   [2021-10-06]. （原始内容存档于2021-10-07）.